# Codi ATC G02
El  codi ATC G02, descrit com Altres productes ginecològics, és una subgrup terapèutic de l'Anatomical, Therapeutic, Chemical Classification System (ATC). La classificació ATC és un sistema de codis alfanumèric desenvolupat per l'Organització Mundial de la Salut (OMS) per als fàrmacs i altres productes sanitaris. El subgrup G02 és part del grup anatòmic G Sistema genitourinari i hormones sexuals.

Els codis per a ús veterinari (codis ATCvet) poden han estat creats afegint la lletra Q davant dels codis ATC humans: QG02... 
Les adaptacions estatals de la classificació ATC poden incloure codis addicionals no presents en aquesta llista, que segueix la versió de l'OMS.

## G02AOxitòcics
G02A B Alcaloides de l'ergot
G02A C Alcaloides de l'ergot i oxitocina, incl. derivats, en combinació
G02A D Prostaglandines
G02A X Altres oxitòcics

## G02BAnticonceptiusper a ús tòpic
G02B A Anticonceptius intrauterins
G02B B Anticonceptius intravaginals

## G02C Altres productes ginecològics
G02C A Simpaticomimètics que inhibeixen el treball de part
G02C B Inhibidors de la prolactina
G02C C Productes antiinflamatoris per a administració vaginal
G02C X Altres productes ginecològics